# NGC 5691
NGC 5691 је спирална галаксија у сазвежђу Девица која се налази на NGC листи објеката дубоког неба.
Деклинација објекта је - 0° 23' 53" а ректасцензија 14h 37m 53,4s. Привидна величина (магнитуда) објекта NGC 5691 износи 11,3 а фотографска магнитуда 12,3. Налази се на удаљености од 30,2000 милиона парсека од Сунца. NGC 5691 је још познат и под ознакама UGC 9420, MCG 0-37-20, CGCG 19-73, IRAS 14353-0011, PGC 52291.